# D'Wayne Eskridge
D'Wayne Eskridge (Winona, 23 marzo 1997) è un giocatore di football americano statunitense che milita nel ruolo di wide receiver per i Miami Dolphins della National Football League (NFL).

## Carriera universitaria
Alla Western Michigan University, Eskridge giocò come ricevitore di riserva nella sua prima stagione. Divenne titolare l'anno seguente terminando con 30 ricezioni per 506 yard e 3 touchdown. Nel terzo anno ricevette 38 passaggi per 776 yard e altri 3 touchdown. Passò l'estate successiva ad allenarsi nel ruolo di cornerback e iniziò la stagione 2019 come titolare sia in attacco che in difesa. Dopo quattro partite però si ruppe una vertebra, chiudendo la sua annata. Nell'ultima stagione tornò a giocare solo come ricevitore e assunse anche il ruolo di kick returner. A fine anno fu inserito nella formazione ideale della MAC dopo avere guidato la conference con 784 yard e 8 touchdowns e fu premiato come giocatore degli special team dell'anno della MAC dopo avere ritornato 16 kickoff per 467 yard e un touchdown. A fine anno partecipò al Senior Bowl 2021.

## Carriera professionistica

### Seattle Seahawks
Eskridge fu scelto nel corso del secondo giro (56º assoluto) nel Draft NFL 2021 dai Seattle Seahawks. Debuttò come professionista nella gara del primo turno contro gli Indianapolis Colts ricevendo un passaggio da 6 yard e correndo 2 volte per 22 yard. Il 7 ottobre 2021 fu inserito in lista infortunati a causa di una commozione cerebrale. Tornò nel roster attivo il 12 novembre. Nella settimana 13 contro i San Francisco 49ers segnò il suo primo touchdown su passaggio del quarterback Russell Wilson. La sua stagione da rookie si chiuse con 10 ricezioni per 64 yard e una marcatura in 10 presenze, nessuna delle quali come titolare.
Nel 2022 Eskridge disputò 10 partite, con 10 ricezioni per 58 yard, prima di venire inserito in lista infortunati il 26 novembre per una frattura a una mano.
Il 4 agosto 2023 Eskridge fu sospeso dalla lega per le prime sei partite della stagione per motivi non rivelati. La sua annata si concluse con quattro presenze, nessuna delle quali come titolare, non facendo registrare alcuna ricezione per la prima volta in carriera.

### Miami Dolphins
Il 29 agosto 2024 Eskridge firmò con la squadra di allenamento dei Miami Dolphins. Il 25 ottobre fu promosso nel roster attivo.
Il 12 maggio 2025 Eskridge rifirmò con i Dolphins.